# Sarmingbach
Der Sarmingbach (auch Sarmingerbach) ist ein kleiner linker Zufluss der Donau in Oberösterreich im Bezirk Perg im Strudengau.

## Geografie

### Verlauf

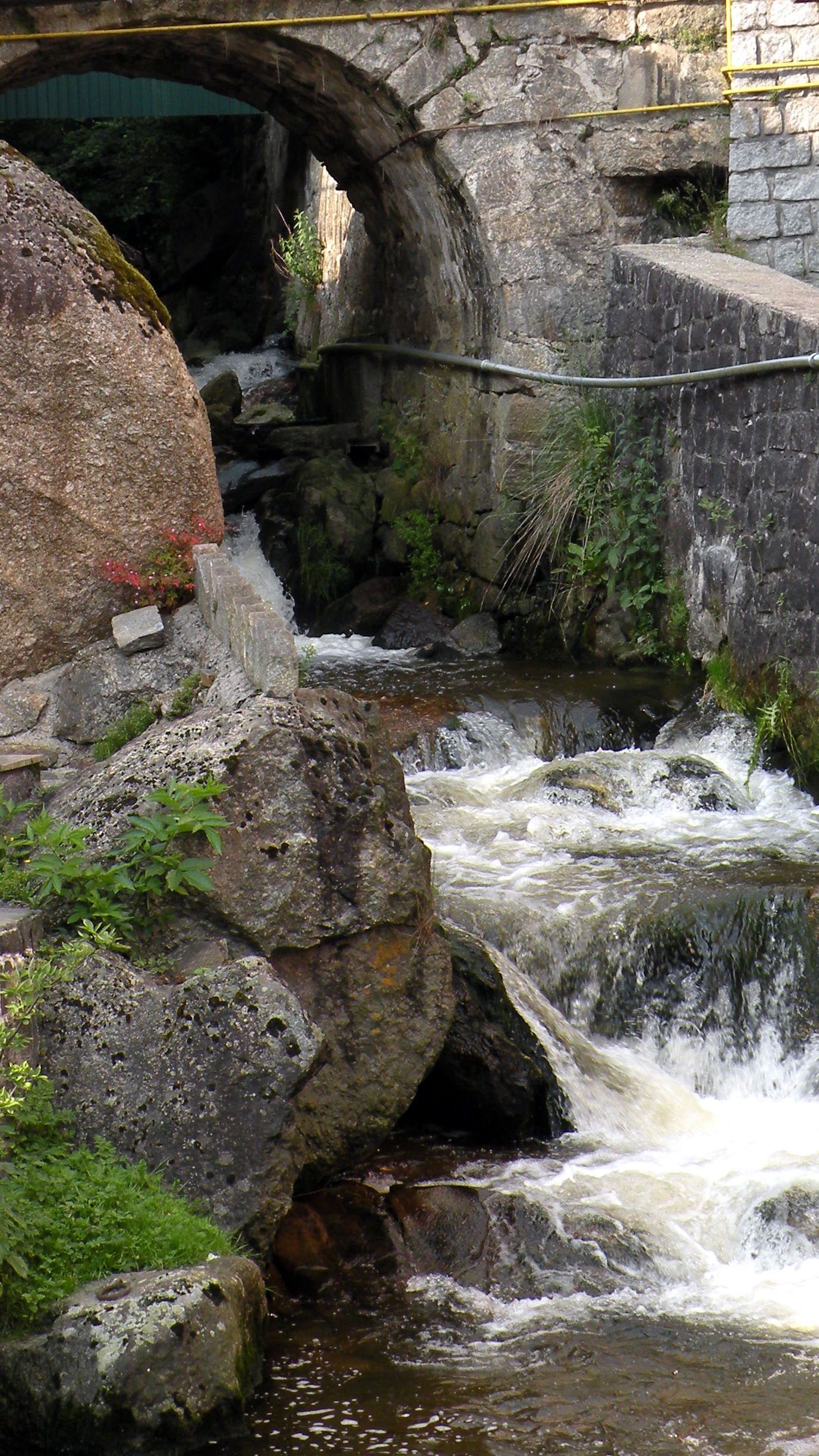
Sarmingbach in Sarmingstein

Der Sarmingbach entspringt in einer Höhe von 850 m ü. A. in der Nähe der Grenze zu Bärnkopf in der Gemeinde St. Georgen am Walde. Der Bach hat eine Länge von 22,43 Kilometern und ein Gesamteinzugsgebiet von 55,3 Quadratkilometern. Er mündet bei Sarmingstein in der Gemeinde St. Nikola an der Donau in einer Höhe von 230 m ü. A. bei Stromkilometer 2072,400 in die Donau.
In St. Georgen am Walde bildet der Sarmingbach von seinem Ursprung bis kurz vor der Einmündung des Mühlbachs die Gemeindegrenze zu Bärnkopf und Dorfstetten sowie die Landesgrenze zu Niederösterreich, bevor er am östlichen Rand des Gemeindegebietes von Dimbach entlang weiter bis Waldhausen fließt.
Kurz vor Waldhausen durchfließt der Sarmingbach die sogenannte Wolfsschlucht, wird danach in Waldhausen gemeinsam mit dem Sagauerbach aufgestaut und als Badesee genutzt. Der Bach durchquert das Ortsgebiet von Waldhausen und fließt durch den sogenannten Höhlgraben weiter Richtung Sarmingstein, wo er kurzzeitig die Grenze zwischen den Gemeinden Waldhausen und St. Nikola bildet.
Bevor der Sarmingbach bei Sarmingstein in die Donau mündet, wird er von der Donauuferbahn und von der Donau Straße überquert.

### Nebenbäche
Der Sarmingbach hat ein Einzugsgebiet von 55,4 Quadratkilometern. Die größten Zuflüsse sind:
| Name            | Mündungsseite | Mündungsort | Einzugsgebiet in km² |
| --------------- | ------------- | ----------- | -------------------- |
| Buchenbach      | links         |             | 3,3                  |
| Radinger Aubach | links         |             | 4,5                  |
| Auerbach        | links         | Auerbach    | 1,5                  |
| Mühlbach        | rechts        | Auerbach    | 2,1                  |
| Kramelmühlbach  | rechts        | Kramelmühle | 1,1                  |
| Rablbach        | links         |             | 2,6                  |
| Sagauer Bach    | links         | Schloßberg  | 4,9                  |

## Geschichte
Der Name Sarmingbach hat etymologisch slawische Wurzeln und stammt von žaba ‚Frosch‘ (‚Froschbach‘). Der Sarmingbach wurde bereits 998 (inter fluviis Ispera et Sabinicha ‚zwischen Ysper und Sarming‘) urkundlich erwähnt. 1037 schenkte der hochadelige Engildeo einen Teil seiner zwischen der Naarn und dem Sarmingbach gelegenen Güter dem Bischof von Passau.
Im 11. Jahrhundert errichteten die Herren von Perg in Sabnicha am Sarmingbach eine Burganlage mit Blick auf jenen Stromabschnitt, den der Mönch Arnold von Sankt Emmeram um 1030 eine „Pogica Caribdis“ (ein pogisches Seeungeheuer) nannte, „ubi esse videtur mortis hospitum“ (wo die Herberge des Todes zu sein scheint). Von der Burg auf dem Sarmingstein bestand Sichtverbindung zu den Burgen Freyenstein, Hausstein, Werfenstein (Werfel, Wirbel) und Wörth, Grein und Clam.
Die Burg war auf Grund der Stiftung durch Otto von Machland erste Niederlassung der Augustiner-Chorherren, die von 1147 bis 1161 dort wirkten. Die Stiftungsurkunde wurde am 16. Mai 1147 ausgestellt. Später wurde das Kloster nach Waldhausen verlegt.
Der Sarmingbach bildete bis 1147 die östliche Grenze der Riedmark.

## Natur
Der Sarmingbach durchfließt drei der nach geologischen und geomorphologischen Gesichtspunkten gebildeten oberösterreichischen Raumeinheiten. Die Quelle befindet sich in der Raumeinheit Freiwald und Weinsberger Wald, der hauptsächlich nach Süden fließende Bach durchquert danach die Raumeinheit Aist-Naarn-Kuppenland und dann im Unterlauf die Raumeinheit Donauschlucht und Nebentäler.

## Wirtschaft

### Mühlen, Sägen und Schmieden
Die Wasserkraft des Sarmingbachs wurde jahrhundertelang für den Betrieb von Mühlen, Sägen und Schmieden genutzt:
- Entlaßmühle, auf dem Gemeindegebiet von St. Georgen wurde 1909 abgebrochen.
- Kramermühle/Kramelmühle, auf dem Gemeindegebiet von Dimbach ist heute noch als Sägewerk in Betrieb.
- Hornberger Säge, an der Grenze zwischen Dimbach und Waldhausen wurde abgebrochen, der Wehrbach ist allerdings heute noch erkennbar.
- Leinmühle/Lainmühle, in Waldhausen ist heute als Sägewerk in Betrieb.
- Kloibersäge, ist heute verfallen.
- Furtlehnersäge, wurde abgebrochen.
- Hammerschmiede, neben dem ehemaligen Gasthaus Schlager ist nicht mehr in Betrieb.
- Weißmüllersäge/Weißmühle, wurde aufgelassen und ist heute ein Wohnhaus.
- Hofmühle/Klostermühle, an der Staumauer des heutigen Badesees ist nicht mehr in Betrieb.
- Haubenbergersäge, war bis vor wenigen Jahren noch in Betrieb.
- Dannmühle, ist heute noch als Kunstmühle in Betrieb.
- Dobmühle/Wurzersäge/Höflersäge, ist heute ein Wohnhaus am Eingang des Höhlgrabens.
- Hochröhrenschmiede/Höhlsäge, wurde abgerissen, das zugehörige Wohnhaus ist dem Verfall preisgegeben.
- Dörflersäge, wurde abgebrochen, der Standort ist allerdings noch erkennbar.
- Kalkgrubersäge, wurde abgebrochen.
- Steinmühle/Gruber und Menzl Säge, wurde aufgelassen, die Gebäude werden teilweise noch genutzt.

### Scheiterschwemme
Von 1763 bis 1806 wurde auf dem Sarmingbach die Scheiterschwemme betrieben. Es wurden Holzscheiter aus dem Weinsberger Wald nördlich der Donau unter anderem mit Hilfe des schmelzwasserführenden Sarmingbachs zur Donau gebracht.

### Kleinkraftwerke
Mit Beginn des 20. Jahrhunderts wurde auch am Sarmingbach mit der Nutzung der Wasserkraft für die Gewinnung von elektrischem Strom begonnen:
- Kraftwerk in Waldhausen, Betreiber Undeutsch, Leistung 65 Kilowatt, jährlich 250.000 Kilowattstunden, Vermeidung von 175.000 kg CO2.
- Kraftwerk in Waldhausen, Betreiber Buchsbaum, Leistung unbekannt.
- Kraftwerk Jacobiwerk in Sarmingstein, architektonisch gelungenes Schaukraftwerk entlang eines Wanderweges, das von den Architekten Julia Taubinger und Andrés Fredes (Architektur- und Designstudio Juland, Barcelona Vienna) realisiert und 2005 eröffnet wurde. Der Sarmingbach fällt an der Stelle über eine Steilstufe 140 Meter zur Donau ab. Das neue Werk ersetzt zwei alte Kleinwasserkraftwerke, die zu Beginn des 20. Jahrhunderts errichtet worden waren und mit denen zwei bereits stillgelegte Betriebe (Papierfabrik und Sägewerk betrieben worden waren). Bei einer Ausbauwassermenge von 850 Liter/Sekunde und einer Fallhöhe von 100 Metern wird eine Leistung von 750 Kilowatt erreicht und jährlich 3.700.000 Kilowattstunden Strom erzeugt, was auch der Vermeidung von 3.000.000 kg CO2 dient.[8]
- Kraftwerk Sarmingstein, Betreiber Engelmann, Francis Spiralturbine aus dem Jahr 1992, Fallhöhe 24 m, Leistung 93 Kilowatt, Schluckvolumen 450 Liter/Sekunde. Es handelt sich um das kleinste Elektroversorgungsunternehmen Österreichs, das in der Ortschaft Sarmingstein 200 Einwohner mit etwa 80 Abnehmeranlagen versorgt. Das Unternehmen erhielt bereits 1923 die Konzession zur Erzeugung und Verteilung von Strom. Die 1918 und 1925 eingebauten Turbinen wurden 1992 ersetzt. Es besteht eine Kooperation mit der Linz Strom AG.[9]

## Freizeit
In der Gemeinde St. Nikola an der Donau ist unter anderem ein Wanderweg als Säbnich Rundwanderweg N11 in der Ortschaft Sarmingstein ausgeschildert, der teilweise entlang des Sarmingbaches führt.
Der Sarmingbach einschließlich des Badesees Waldhausen gehört zum Fischereirevier Klam-Dim-Gießenbach.

### Sport
Der Bach ist auf Teilstrecken eingeschränkt für den Kajaksport nutzbar und kann im März und April befahren werden. Oberhalb von Waldhausen in der Wolfsschlucht ist der Bach allerdings zu klein, sodass ein Einstieg erst unterhalb des Badesees Waldhausen zweckmäßig ist. Der Bach verfügt über eine kurze Steilzone bei der Dobmühle etwa drei Kilometer unterhalb von Waldhausen nach Umtragung der Eingangsstufen WW III-IV. Der Sarmingbach hat bei der Mündung in die Donau eine durchgehende Gefällezone, die insgesamt ungefähr 700 Meter lang ist und wegen der beiden Ausleitungskraftwerke auf diesem Abschnitt Abfälle bis zu drei Metern hat, teilweise kein Unterwasser führt und sehr steinig und schnell ist.